# عمر مونس یاغی
عمر مونس یاغی (به انگلیسی: Omar Mwannes Yaghi) (به عربی: عمر مونّس ياغي) (متولد ۹ فوریه ۱۹۶۵) یک شیمی‌دان عرب‌تبار اهل ایالات متحده آمریکا، استاد شیمی در دانشگاه کالیفرنیا، برکلی، برنده جایزه ولف در شیمی در سال ۲۰۱۸ و جایزه مصطفی (۲۰۱۵) است، او همچنین عضو آکادمی ملی علوم ایالات متحده است.